# Evaristo Baschenis
Evaristo Baschenis (ur. 4 grudnia 1617 roku w Bergamo, zm. 16 marca 1677 roku tamże) – włoski malarz barokowy.
Evaristo Baschenis pochodził z artystycznej rodziny. Działalność artystyczną prowadził wyłącznie w rodzinnym mieście Bergamo. Malował głównie martwą naturę przeważnie kompozycje składające się z instrumentów muzycznych. Jego obrazy były pełne realizmu. Malarz do perfekcji opanował technikę światłocieni (chiaroscuro) w stylu innego włoskiego malarza Caravaggia.

## Prace artysty
| Obraz                                                                         | Data | Miejsce                          | Grafika |
| ----------------------------------------------------------------------------- | ---- | -------------------------------- | ------- |
| Martwa natura z instrumentami i posążkiem klasycznym 86 × 115 olej na płótnie | 1645 | Accademia Carrara Bergamo        |         |
| Martwa natura z instrumentami strunowymi 75 × 108 olej na płótnie             | 1650 | Accademia Carrara Bergamo        |         |
| Martwa natura w pracowni z instrumentami muzycznymi, olej na płótnie          |      | Wallraf-Richartz-Museum, Kolonia |         |
| Martwa natura z instrumentami muzycznymi olej na płótnie                      |      | Pinakoteka Brera, Mediolan       |         |
| Instrumenty muzyczna na stole olej na płótnie                                 |      | Muzeum w Brukseli                |         |